# ديفيد رومو
ديفيد رومو (7 أغسطس 1978 في فرنسا - ) (بالفرنسية: David Romo)‏ هو لاعب كرة قدم فرنسي في مركز الوسط. لعب مع سوانزي سيتي ونادي تشيربورغ ونادي غانغون.

## وصلات خارجية
- ديفيد رومو على موقع قاعدة بيانات كرة القدم.إي يو (الإنجليزية)